# Literatura en letón
La literatura en letón es aquella desarrollada en idioma letón, tanto en el territorio de la actual república de Letonia y como por algunos exiliados en Suecia, Canadá, EE. UU. y Europa.

## Orígenes
En la literatura letona antigua, los principales géneros eran las pasaka (fábulas), las teika (leyendas y tradiciones), los paruna (proverbios) y las mikla (adivinanzas). Con respecto a los temas, eran el Pukis (el dragón), Burvis (el mago) o Milzis (el bosque).
La primera literatura culta en el territorio se hizo en alemán y latín, durante el siglo XIII, y la muestra más representativa eran las crónicas. Las principales crónicas livónicas fueron la Crónica rimada de Livonia de finales del siglo XIII, la Nueva Crónica Rimada de B. Hoenecke (medios del siglo XIV), la Crónica de Livonia de Hermann von Wartberge (segunda mitad del siglo XIV), la Crónica de la Provincia de Livonia de B. Russow (segunda mitad del siglo XVI), única con una visión crítica sobre la actuación de los caballeros teutónicos y contra la servidumbre de los nativos, y la Historia de Livland de J. Renner (segunda mitad del siglo XVI).
En 1550 apareció la primera traducción escrita al letón, el pater noster en la Cosmographia de Sebastian Münster. Durante la primera mitad del siglo XVI se desarrolló la primera literatura letona, favorecida por la libertad de culto a los protestantes aprobada en la dieta de Wolmar/Valmiera en 1554, y la supresión del obispado católico de Riga en 1539. De esta manera, en 1547 se tradujeron el Padre nuestro y el evangelio luterano al letón.
También se dieron a conocer los primeros autoras en letón, casi todos ellos de origen alemán. Georgius Mencelius (1593-1654), católico y rector de la Universidad de Dorpat/Tartu, compuso Lang-wewünschtte lettische postille (1654), primera muestra literaria de calidad, y Lettus, das ist wortbuch sampt anghengtem Taglichen Gebrauch der lettischen sprache (1638). Christopher Furecker o Furecceus (1615-1685) tradujo himnos alemanes al letón. El 1585 se imprimió en Vilna el Cathechismus Catholicorum, primer libro impreso en letón, promovido por los obispos católicos, mientras que en 1586 se tradujo el Enchiridion luterano. El cura Johannes Reiters (1632-1695) y Jekabs Kaytenbachs desarrollaron la poesía. Otros autores fueron el poeta Wischmann y los gramáticos Adolphy, Elger, Lange y Erdmann Tolgsdorf (1550-1660).
Hacia 1644 Johann Rehenhausen escribió la primera gramática letona y entre 1685 y 1689 Ernsts Gliks/Johann Ernst Glück imprimió la biblia en letón a Riga. Sin embargo, la obra más conocida de la época fue la Chronica Livonica (1690-1707) de Christian Kelch (1657-1710).
Durante el siglo XVIII se extendieron las ideas de la Aufklärung (Ilustración) alemana, principalmente a través del primer diario en letón, Latviešu Arste (El médico letón), fundado en 1768 en Poltsamaa por Peter Wilde, y de los autores G. F. Stenders, llamado Vecais Stenders (El viejo Stenders) y su hijo A. J. Stenders, llamado Jaunais Stenders (El joven Stenders). El padre se dedicó a la poesía didáctica y el hijo escribió Augusta gudrības grāmata no pasaules un dabas (Un libro de gran sabiduría sobre el Mundo y la Naturaleza), primer libro de ciencias en letón.
En 1797 se fundó el primer diario letón moderno, Latviska Gada Gramata (El almanaque letón), mientras que, influido por el Sturm und Drang alemán, destacó el periodista Garlībs Merkelis/Garlieb Merkel (1765-1850), quien, a pesar de escribir en alemán, es considerado letón por su contenido y nacionalismo. De su obra, que se reduce a siete libros, se puede destacar Die Letten/Latvieši (Los letones, 1796), de carácter etnográfico, y Lieflands Vorzeit, ein Denkmal des Ritter und Pfaffenthums (1797-1799). Otros filósofos germánicos fueron Johann Georg Eisen (1717-1779), Heinrich Johann Jannau (1753-1821) y Karl Philip Snell (1753-1806).

## ElsigloXIX
Durante los primeros años del siglo XIX destacaron los poetas Neredzigais Indrikis (muerto en 1828), Juris Alunans (1832-1864) con el poema Dziesmiņas (1856), el erudito y paneslavista Kaspars Biezbārdis (1806-1886) y el narrador y periodista Ansis Leitans (1815-1874). En 1822 se fundó a Mitau/Jelgava el primer diario duradero en letón, Latviešu Avīze (Diario letón), dirigido por el periodista K. Watson con la colaboración de Leitans, Liventals y Dinsbergis, intelectuales de origen alemán que querían promocionar la literatura letona. Todos ellos y Herman Treï promovieron la fundación en 1827 de la Latviešu Draugu Biedriba (Sociedad Letona de Literatura), que editaba el diario Mājas Viesis (Huésped en la casa). Se tradujeron al letón las obras de Schiller, Goethe y algunos clásicos rusos. El pastor alemán August Bielenstein (1826-1907) alentó a sus feligreses a aprender letón.
Durante la década de 1850 los poetas y periodistas románticos Krišjānis Valdemars (1825-1891), agitador, organizador, escritor y fundador del periodismo letón y de escuelas navales en el Báltico, Karlis Hugensbergers (1782-1858), Fricis Brivzemnieks (1846-1907) y Atis Kronvalds (1837-1875) promovieron la formación a la universidad de Dorpat/Tartu. De este grupo de jóvenes estudiantes letones se formó la generación literaria llamada Jaunlatvieši (Jóvenes letones). Con ellos nace el tema principal de la literatura letona, la búsqueda de Labestība (bondad anímica) y de los valores éticos en la manifestación personal. De 1861 a 1865 dirigieron el diario Peterburgas Avizes (Diario de Petersburgo), donde publicaron Andrejs Pumpurs (1841-1942) con el poema sobre un héroe nacional Lačplēsis (Matador de osos, 1888); Matiss Kaudzite (1848-1926) y su hermano Reinis (1839-1920), traductor al letón de Pushkin y Lermontov, influido por Gogol y el Quijote y autores de la primera novela en letón Mērnieku laiki (En el tiempo de los agrimensores, 1879); Juris Neikens (1826-1868) autor de la novela realista Vai pamātei nav gruti (No de da pena la madrastra, 1863); Krišjānis Barons (1835-1923) con la compilación Latvju dainas (1894-1915) en ocho volúmenes; Juris Māters (1845-1885) creador del diario de oposición Baltijas Zemkopis (El agricultor báltico, 1875); A. Bielensteins (1826-1907), con los estudios Handbuch der lettischen Sprache (Manual de lengua letona, 1863) y Die lettische Sprache (La lengua letona, 1863-1864), que más tarde facilitarían la tarea de los normalitzadores de la lengua estándar; y K. Mühlenbach (1853-1916), autor de Latviešu valodas vārdnīca/Lettisch-deutsches Wörterbuch (Diccionario letón-alemán), no publicado hasta el 1923-1932.

## Nacionalismo literario
Al periodo anterior le sucedió el llamado Tautisks (Nacional) de 1860 a 1890, entre la abolición de la servidumbre y la campaña de rusificación de 1881. Entre los autores más destacados encontramos a Krogzemju Mikus Auseklis (1850-1879) autor de los poemas Celi uzlami (Espíritu y verdad, 1883) y Trimpula, ka Daugava vaida (Trimpas, como se lamenta el Daugava); Jekabs Lautenbachs Jusmins (1847-1928), autor de las epopeyas Zalkša ligava (La novia del culebra de collar), Dievs un velns (Dios y el diablo, 1885); Adolfs Alunāns (1848-1912) que escribió dramas históricos y sociales; Apsīšu Jēkabs (Jānis Jaunzemis, 1858-1929) autor de realismo narrativo sobre la zemniecība (clase campesina) y autor de Bagāti radi (Parientes ricos, 1886) y Svešos ļaudīs (Entre gente extraña, 1888); Augusts Deglavs (1862-1922) con las novelas Starp divām ugunīm (Entre dos fuegos) y Jaunā pasaule (El mundo nuevo); y Reinis Kaudzīte (1839-1920).
El primer grupo literario del siglo XX apareció entre 1890 y 1905, fue Jauna Strava (La corriente nueva), donde destacaron autores como Janis Rainis (Janis Pliekšāns bien, 1865-1929), traductor de Schiller, Goethe y Shakespeare y autor de Uguns un nakts (Fuego y noche, 1903-1904) y Vētras sēja (La siembra de la tormenta, 1905); Elsa Rozemberga Aspazija (1868-1943) esposa de Rainis y autora de novelas feministas como Vaidelote (La sacerdotisa pagana, 1894); el dramaturgo simbolista Rudolfs Blaumanis (1863-1908), autor del drama Indrāni (1904); la narradora Anna Brigadere (1861-1933), con Princese Gundega un karalis Brusubārda (La princesa Gundega y el rey Brusubarda, 1912); Jānis Poruks (1871-1911), narrador pietista y neorromántico influido por Friederich Nietzsche; Jānis Jaunsudrabiņš (1877-1962) con la trilogía Aija (1920), Atbalss (Eco, 1922) y Ziema (Invierno, 1925); y el poeta y maestro de escuela Vilis Plūdes (Vilis Lejnieks, 1874-1940) con Uz saulaino tāli (Hacia el horizonte soleado, 1911), No nakts līdz rītam (De la tiniebla a la luz, 1906-1919) y Atraitnes dēls (Hijo de viuda, 1900).
Después de la revolución de 1905 y hasta el periodo de independencia destacaron Andrievs Niedra (1871-1942) político muy nacionalista, autor de Līduma dūmos (Humo de tierra virgen, 1939); Kārlis Skalbe (1879-1945) folclorista y nacionalista, autor de Cietumnieka sapnis (El sueño del prisionero, 1903) y Kā es braucu Ziemeļmeitas lūkoties (Como escogí la dama del Norte, 1904); Jānis Akuraters (1876-1937), influido por Oscar Wilde, Baudelaire y Maurice Maeterlinck; los partidarios de la literatura pura, como Viktors Eglītis (1877-1945) y el marxista Andrejs Upīts (1877-1970), que ayudó a los soviéticos e incluso fue gobernador de Moscú, autor de Robežnieki (Los Robeznieks, 1903-1933) y Zaļā zeme (La tierra verde, 1945).
En 1906 también aparecería la revista simbolista Zalktis (Culebra de collar), influida por Akuraters y Virza, donde destacaron Antons Austrinš (1884-1937) con Aizsaule (El más allá), Elza Stērste (1885-1976), esposa de Virza, Pāvils Rozitis (1886-1937), Ādolfs Erss (1884-?), Kārlis Jēkabsons (1878-?) y Valdemars Dambergs (1886-1960) con Gadniecibas celi (Los caminos del destino).
En otros campos destacaron Peteris Šmidts (1869-1938) folclorista, autor de Latviešu pasakas un teikas (Fábulas y leyendas letonas, 1925-1937) en 13 volúmenes, y Teodors Zeiferts (1867-1940) crítico de arte y autor de Latviešu rakstniecības vēsture (Historia de la literatura letona, 1922-1927).

## Letonia independiente
Durante la independencia se formaron nuevos grupos. Por un lado, los comunistas exiliados en la URSS, que más tarde fueron purgados por Stalin, como Roberts Eidemanis (1895-1937), Linards Laicēns (1883-1938), exiliado en 1932, el ya consagrado Andrejs Upīts, Janis Sudrabkalns (1894-1975), el novelista Vilis Lācis (1904-1966) y el poeta Mirdza Kempe (1907-1974), todos ellos reconocidos por el régimen soviético.
Entre los seguidores del expresionismo se encontraban Pēteris Ērmanis (1893-1969); Jānis Ezerinš (1891-1924) influido por Guy de Maupassant, gramático y profesor en Riga, Tartu y Járkov, uno de los responsables de la codificación lingüística del letón con Latvijas vietu vārdi (1922-1925) y Lettische grammatik (1923); Edvards Virza (Edvards Lieknis, 1883-1940) poeta y terrateniente profascista, con Straumēni (La granja Straumeni, 1933) que glorifica la vida campesina; Ēriks Ādamsons (1907-1946) poeta y narrador; el neoclásicista Jānis Medenis (1903-1961); Fricis Bārda (1880-1919) con Zemes dēls (Hijo de la tierra, 1911) y Dziesmas un lūgšanas dzīvības kokam (Canciones y ruegos para el árbol de la vida, 1912-1914). Otros fueron el expresionista Andrejs Kurcijs (1884-?), Jānis Plaudis (1903), Kārlis Krūza (1884-?) y Kārlis Štrāls (1880-?), con las novelas Karš (Guerra, 1922-1927), Zemes elpa (El grito de la tierra, 1927), Kauja pieglemas liepas (La batalla en la tejera de Glema, 1922) y Uguņainie krasti (El margen en llamas).
Durante la dictadura de Karlis Ulmanis apareció la revista Daugava, dirigida por Janis Grīns, donde publicarían autores ya consagrados como Jānis Jaunsudrabiņš y Jānis Medenis y otros como Jānis Veselis (1893-1962), que revivió la mitología letona con Latvju teiksmas (Leyendas letones, 1943), Fricis Dziesma, Ilona Lemaine, Jānis Klīdzejs, Alberts Sprudžs, Mirdza Bendrupe y el poeta Vilis Cedriņš (1914-1946). Las novelas de Aleksandrs Grīns (1895-) y Jēkabs Janševskis (1865-1933), autor de Dzimtene (La patria, 1921-1925, cinco volúmenes) y Mežvidus ļaudis (Los leñadores, 1929), romantizaban el pasado distante y reciente de los letones; Aleksandrs Čaks (Aleksandrs Čadarainis, 1901-1950), influido por el verso libre de Jesenin, quien con Sirds uz trotuāra (El corazón en el acero, 1928), Poēma par ormani (Poema del cochero, 1930), Mana paradīze (Mi paraíso, 1932) y Mūžības skartie (Tocados por la eternidad, 1937-1939) influyó en generaciones posteriores merced a su verso lleno de ritmo e imaginación.

## De 1945 al presente
La guerra y las diversas ocupaciones alemana y rusa, con su política de deportaciones, rompieron la vida literaria. Muchos se exiliaron, no sólo autores ya consagrados (como Veselis, Jaunsudrabinš o Skalbe), sino también jóvenes promesas como la lirista Zinaīda Lazda (Z. Šreibere, 1902-1957); Andrejs Eglītis (1921) con Dievs, tava zeme deg (Dios, tu tierra quema, 1943) y Homo novus (1960), merecedora del Premio Lenin; Veronika Rudete Strēlerte (1912), fina lirista de los poemas Žēlastības gadi (Años de Gràcia, 1961) y Velta Toma (1912). Entre los novelistas que se exiliaron hay que destacar a Anšlavs Eglītis (1906), establecido en Suecia y el más famoso por su humor grotesco con Uguns pilsēta (1946); el narrador Knuts Lesinš (1909); Aīda Niedra (1899-1968); Alfrēds Dziļums (1907); Jānis Klīdzējs (1914) y Jānis Kalniņš (J. Sarma, 1884-). En cuanto a los dramaturgos, el más conocido era Mārtiņš Zīverts (1903-1990); Peteris Aijans (1904); Andrejs Irbe (1924) establecido en Suecia y autor de la prosa existencial Mums nav svēt vakaru (No tenemos el día libre, 1962) y Marisandra kaza (La cólera de Marisandra, 1966); Julijs Vanags (1903-?) y Andrejs Balodis (1908).
Entre los autores exiliados que todavía continuaban escribiendo en letón en los 50 podemos destacar a Zenta Mauriņa (1897-1978) dramaturga autora de Dzives vilcenia (En el curso de la vida, 1941), Tris brali (Tres hermanos, 1946) y Septini viesi (Siete espíritus, 1957). A partir de los años cincuenta, una nueva generación de autores exiliados les sustituyó, como Velta Sniķere (1920), residente en Londres y autora de Nemitas minamais (1961); Dzintars Sodums (1922-2008); Gunars Saliņš (1924); el grupo neoyorquino llamado Elles Kēkis (Cocina del infierno, en alusión al barrio de Manhattan Hell’s Kitchen), que incluía a Linards Tauns (Arnolds Bērzs, 1922-1963) con Mūžīgais mākonis (Nubes eternas, 1958) y Gunars Saliņš (1924) autor de Miglas krogs (Cervecería nebulosa, 1957) y Melnā saule (Solo negro, 1967); Olafs Stumbrs (1931); todos ellos reunieron las tradiciones letonas con las de los países de acogida. A partir de los sesenta aparecieron nuevos poetas cómo Baiba Bičole (1931), Aina Kraujiete (1923) y Astrīde Ivaska (1926) con Ezera Kristības (Bautizo marino, 1966) y Ziemas tiesa (Veredicto del invierno, 1968); Gunars Janovskis (1916) se hizo popular por las novelas realistas y Jānis Turbads (Valdis Zeps, 1932) por su iconoclasia; Guntis Zariņš (1922-1965) por su existencialismo reflejado en las novelas Posta puķe (Flores de la devastación, 1962) y Gauru gaiļi (Los gallos del corral de Gauri, 1965); Ilze Šķipsna (1928) exploró el espacio interior del hombre en cuentos y novelas como Vēju stabules (Soplada de viento, 1961), Aiz septītā tilta (Última del séptimo puente, 1965) y Neapsolītās zemes (Países no alabados); Margarita Kóvaleska; Benita Veisberga (1928) escribió la novela Es, tavs mzigais jērs (Yo, tu cordero manso, 1968); y Aivars Ruņgis (1925) analizó el patriotismo individual mezclado con las ideologías destructivas, el exilio, la existencia y la sociedad masificada.
Con respecto a los que se quedaron en la Unión Soviética, durante varias décadas tuvieron que adherirse oficialmente a la corriente del realismo socialista, que narraba las batallas soviéticas contra los nazis, propagaba la ideología soviética y quería erradicar la ideología burguesa. Destacarían los ya consagrados, como Vilis Lācis (1904-1966), Anna Sakse (1905-?), Janis Grots (1901), Valdis Lukss (1905), Pavilis Vilips (1901) y después Andris Vējāns (1927) y H. Heislers con el poema Nepabeigta kzeisma (1952) sobre Siberia. Entre los poetas más destacados posteriores de los años sesenta, podemos destacar a Ojārs Vācietis (1933), influido por Jevtuixenko y Maiakovskij, autor de los poemas Dzegužlaiks (El tiempo de la abubilla, 1968) y Aiz simtās slāpes (Por centésima vez, 1969); Māris Čaklais (1940), con Lapas balss (Las voces de la hoja, 1969); Vizma Belševica (1931); Imanes Auziņš (1937); Ilza Indrāne (Undina Jātniece, 1927), con Basām kājāme (Descalzo, 1970); Andris Jakubāns (1940); Jānis Peters (1939); y Imants Ziedonis (1933), considerado el poeta más versátil y autor de Motocikls (1965), Se ieeju sevī (Voy hacia mi interior, 1968), Kurzemīté (1970) y Epifanijas (1971). Por otro lado, Alberts Bels (1938) destacó en prosa de ficción con Izmeklētājs (1967). Los únicos dramaturgos destacados han sido Gunārs Priede (1928) y Anna Brodele (1910).